# Тайсон, Нил Деграсс
Нил Деграсс Тайсон (англ. Neil deGrasse Tyson; 5 октября 1958, Нью-Йорк) — американский астрофизик, писатель и популяризатор науки. Доктор философии, член Американского философского общества (2021).
C 1996 года по настоящее время — директор планетария Хейдена в Американском музее естественной истории в Манхэттене. С 2006 по 2011 год вёл образовательное телевизионное шоу NOVA scienceNOW на канале PBS, также был частым гостем на телепередачах The Daily Show, The Colbert Report и Jeopardy!.

## Биография

### Ранние годы жизни и учёба
Нил Деграсс Тайсон родился в Нью-Йорке, он второй ребёнок в семье с тремя детьми.
Его отец, Сирил Деграсс Тайсон (англ. Cyril deGrasse Tyson), социолог, работал начальником отдела кадров при мэре Нью-Йорка Джоне Линдси. Его мать, Санчита Фелисиано Тайсон (англ. Sunchita Feliciano Tyson) — врач-геронтолог.
Тайсон окончил среднюю, с научным уклоном, школу (Бронкс, 1972—1976), где он был капитаном команды по борьбе и главным редактором школьного Физического научного журнала.
Тайсон интересовался астрономией с самого раннего возраста — и с одержимостью изучал её подростком — в конце концов, даже получил некоторую известность в сообществе астрономов и читал лекции на эту тему в возрасте 15 лет. Тайсон рассказывал, что его интерес к астрономии начался с того момента, когда он поднялся на верхний этаж его дома в городе Нью-Йорке (названном «Квартиры, смотрящие в небо» — англ. «Skyview Apartments») и посмотрел на Луну в бинокль.
Астроном Карл Саган, преподававший тогда в Корнеллском университете, пытался завербовать Тайсона в Корнелл.
Во время интервью с журналистом Даниэлем Симоном
доктор Тайсон сказал: «Интересно, что когда я обратился в Корнелл, моё заявление было пропитано моей страстью к изучению и исследованию Вселенной. Каким-то образом приёмная комиссия довела моё заявление до сведения покойного г-на Сагана, и он фактически взял на себя инициативу и позаботился со мной связаться. Он оказал на меня очень вдохновляющее и самое мощное влияние. Г-н Саган был таким же великим, как и Вселенная, моим наставником». Но Тайсон выбрал Гарвард, где специализировался в физике. Он занимался греблей на первом курсе, но вернулся в борьбу и получил спортивный разряд на старшем курсе. Тайсон получил степень бакалавра физики в Гарварде в 1980 году и начал свою дипломную работу в Техасском университете в г. Остин, где и получил степень магистра астрономии в 1983 году. Помимо спорта (борьба и гребля в колледже), он также активно занимается танцами разных стилей, включая джаз, балет, афро-карибские и латинские танцы. В 1985 году, выступая в танцевальной команде Техасского университета, он выиграл золотую медаль в национальном турнире, в стиле Международных латинских танцев.
Он начал докторскую программу в Техасском университете, но перешёл в 1988 году в Колумбийский университет, где и получил докторскую степень астрофизика в 1991 году. Тайсон также участвует в Академии обмена знаниями НАСА.

### Карьера
Тайсон написал ряд популярных книг по астрономии.
В 1995 году он начал вести колонку «Вселенная» в Журнале естественной истории (англ. Natural History).
В журнальной колонке, где он был автором в 2002 году, Тайсон ввёл термин «Манхэттенхендж» (англ. «Manhattanhenge») для описания двух дней в году, когда вечером солнце садится в том же направлении, что и улицы на Манхэттене, что даёт возможность видеть закат, если смотреть вдоль улицы.
В 2004 году он провёл четыре части сериала «Истоки» (англ. Origins) канала PBS NOVA и в том же году в соавторстве с Дональдом Голдсмитом (англ. Donald Goldsmith) выпустил книгу по этим сериям «Истоки: четырнадцать миллиардов лет космической эволюции» («Origins: Fourteen Billion Years Of Cosmic Evolution»).
Он снова сотрудничал с доктором Голдсмитом в качестве рассказчика в документальном фильме «400 лет телескопу», вышедшему на PBS в апреле 2009 года.
В 2001 году президент Джордж Буш назначил Тайсона в состав комиссии по вопросам развития аэрокосмической промышленности США (Commission on the Future of the United States Aerospace Industry) и в 2004 году в состав Президентской комиссии по освоению космоса (President’s Commission on Implementation of United States Space Exploration Policy), более известной как Комиссия «Луна, Марс и далее».
Вскоре Тайсон был награждён почётной медалью НАСА «За выдающуюся общественную службу», наивысшей гражданской наградой НАСА.
Будучи директором планетария Хейдена, Тайсон высказывался против традиционного мнения, согласно которому Плутон считался девятой планетой Солнечной системы. Тайсон объяснял эту позицию тем, что ему хотелось бы наблюдать объекты сгруппированными по общим характеристикам: отдельно планеты земной группы, отдельно газовые гиганты, а Плутон вместе с подобными ему объектами, и, таким образом, уйти от простого подсчёта планет. Он заявил в телепередачах The Colbert Report, The Daily Show и BBC Horizon, что это решение привело к большому количеству возмущённых писем, преимущественно от детей. В 2006 году Международный астрономический союз подтвердил эту оценку, изменив классификацию, и теперь Плутон относится к карликовым планетам. Даниэль Симон написал в интервью с г-ном Тайсоном о его расстроенности: «В то время мы были не очень популярны здесь в Планетарии Хейден».
Тайсон был вице-президентом, президентом и председателем правления Планетарного общества (Planetary Society).
С 2006 по 2011 год он являлся ведущим телепередачи NOVA scienceNOW канала PBS.
Тайсон является критиком теории струн, его оппозиционное мнение основано на чрезмерной опоре теории струн на математические прогнозы в ущерб проверяемым величинам.
Он был одним из докладчиков на Невероятном симпозиуме (Beyond Belief) в ноябре 2006 года.
В 2007 году Тайсон, известный своим красочным характером, весёлостью и трепетом перед необъятностью вселенной, был избран постоянным ведущим в популярном сериале «Вселенная» на канале History Channel.
В 2009 году он совместно с комедийной актрисой Линн Коплиц (Lynne Koplitz) начал вести одночасовое радиошоу под названием «Звёзды говорят» (англ. Star Talk). Шоу выходит по воскресеньям во второй половине дня на станции KTLK в Лос-Анджелесе и на WHFS в Вашингтоне.
Участвует в медиапроекте Симфония науки (Symphony of Science).
В 2011 году был утверждён на роль ведущего документального сериала «Космос: пространство и время», премьера которого состоялась в марте 2014 года.
Тайсон часто появляется на экране и в развлекательных передачах. Он сыграл самого себя в сериалах «Звёздные врата: Атлантида» и «Теория Большого взрыва». Архивные кадры с ним использованы в фильме «Europa Report».
DC Comics попросили Тайсона найти планету, отвечающую характеристикам Криптона. Вокруг красного карлика LHS 2520 вращается планета, похожая на родину Супермена. Нил Тайсон появился в комиксе в роли самого себя, пытающегося помочь Кларку найти Криптон (Action Comics #14 поступил в продажу 7 ноября 2012 года).
Также Нил Деграсс Тайсон снялся в фильме «Бэтмен против Супермена» 2016 года, сыграв в нём роль самого себя. Появляется он в сцене обсуждения вопроса о Супермене, когда Кларк Кент смотрел новости по ТВ. В данной сцене он выражает мнение о пришельце.
В 2017 году озвучил самого себя, ведущего одиннадцатую церемонию вручения Нобелевской премии, в третьей серии анимационного веб-сериала «Super Science Friends».

## Личная жизнь
Нил живет в Нью-Йорке со своей женой, Элис Янг, и двумя детьми.
Является любителем вин, его коллекция была отмечена в номере от 31 мая 2000 газеты Wine Spectator, а также в весеннем 2005 года выпуске Мира изысканного вина.
По мнению многих, Нил является атеистом, но сам он в одном из роликов от Big Think утверждает, что термин «агностик» к нему подходит больше.

### Обвинения в сексуальных домогательствах
В ноябре и декабре 2018 года четыре женщины обвинили Тайсона в сексуальных домогательствах. Тхия Амет Эль Маат обвинила Тайсона в употреблении наркотиков и изнасиловании, когда они оба были аспирантами Университета Остина в 1984 году. Кэтлин Аллерс, профессор Университета Бакнелла, утверждала, что Тайсон неуместно прикасался к ней на собрании Американского астрономического общества 2009 года. У нее была татуировка с изображением Солнечной Системы, которая переходила от её руки к ключице. Она сказала, что он искал Плутон. Эшли Уотсон, помощник Тайсона в Cosmos, утверждала, что Тайсон допускал неуместные сексуальные домогательства к ней в 2018 году, что привело к её отставке через несколько дней. Держа её за руку и смотря ей в глаза в течение 10 секунд, Тайсон описал как рукопожатие индейцев. Когда она ушла, он сказал ей, что хочет обнять её, но не хотел бы, чтобы это зашло далеко. Четвёртая анонимная женщина утверждала, что Тайсон сделал ей неуместные комментарии во время праздничной вечеринки 2010 года в Американском музее естественной истории. Тайсон отверг обвинение Эль Маат в изнасиловании, подтвердив основные факты, связанные с утверждениями Аллерс и Уотсон, но заявил, что его действия были неправильно истолкованы, и принёс извинения за любое недоразумение или оскорбление.
Fox, National Geographic, Музей естественной истории и продюсеры Cosmos объявили о расследовании, которое Тайсон приветствовал. 3 января 2019 года канал National Geographic объявил, что они приостанавливают дальнейшие выпуски StarTalk, чтобы «позволить расследованию пройти беспрепятственно». Премьера сериала Cosmos, первоначально запланированная на 3 марта 2019 года, также была отложена на время расследования. 15 марта 2019 года National Geographic и Fox объявили, что «расследование завершено, и мы продвигаемся вперёд как со StarTalk, так и с Cosmos», и что «дальнейших комментариев не будет». Сети подтвердили, что и StarTalk, и Cosmos возобновят работу, но дата ещё не назначена. В июле Американский музей естественной истории заявил, что Нил Деграсс Тайсон сохранит свою должность директора планетария Хайдена.

## Награды и признание
- Нил Деграсс Тайсон стал прототипом персонажа Кливленда Брауна из мультсериала «Шоу Кливленда», созданного Сетом Макфарлейном, большим поклонником Тайсона. Сет Макфарлейн также спонсировал сериал «Космос» Нила Деграсса Тайсона.
- В дополнение к ранее полученным званиям, Тайсону присвоили свои почётные докторские степени следующие учебные заведения: Университет города Нью-Йорк, Доминиканский колледж, Колледж Рамапо, Университет Ричмонда, Блумфилдский колледж, Северо-восточный университет, Университет Пейс, Вильямс колледж и Пенсильванский университет.
- В 1996 году журнал Crain включил Тайсона в список «40 under 40» (40 лучших ньюйоркцев в возрасте до 40 лет).
- В 2000 году журналом «People» Тайсон был назван «Самым сексуальным астрофизиком».
- 19 ноября 2000 года астероид 1994KA был переименован в 13123 Тайсон[англ.] в честь Нила Деграсса Тайсона.
- В 2001 году Колумбийский университет присвоил ему Медаль совершенства.
- В 2004 году доктор Тайсон был отобран в качестве одного из «50 самых значительных афроамериканцев» среди учёных-исследователей[35].
- В 2004 году Тайсон был награждён медалью НАСА «За выдающуюся общественную службу», высшей гражданской наградой НАСА.
- В 2006 году space.com включил Тайсона в список «Top Ten Space Imaginations at Work».[36]
- Тайсон был признан журналом «Тайм» одним из «100 самых влиятельных людей 2007 года»[37].
- В 2007 году Тайсон назван победителем Мемориальной премии Клопстега[англ.]).
- AAAS Public Engagement with Science Award (2007)
- В декабрьском номере 2008 года журнал Discover признал его одним из «50 лучших мозгов в науке»[38].
- В 2009 году Тайсон получил Публичную Высшую премию Дугласа С. Морроу от Космического фонда[англ.]). Она присуждается ежегодно отдельному лицу или организации, которая внесла значительный вклад в повышение осведомленности общественности о космических программах.[39][40]
- В 2009 году Тайсон получил премию Айзека Азимова от Американской ассоциации гуманистов. Премия была вручена ему 5 июня 2009 на ежегодной конференции ассоциации, которая состоялась в г. Темпе (Аризона)[36].
- 2015 — Public Welfare Medal НАН США[41]
- Тайсон стал прототипом героя вышедшего в 2015 году научно-фантастического романа Нила Стивенсона «Семиевие» — учёного и популяризатора Дюбуа Джерома Ксавье Харриса[42].
- Stephen Hawking Medal for Science Communication[англ.] (2017)
- Почётный доктор Йельского университета (2018)[43]

## Фильмография
| Год          | Название                                      | Роль    | Заметки                                      |
| ------------ | --------------------------------------------- | ------- | -------------------------------------------- |
| 2006-2011    | Nova ScienceNow                               | Ведущий | Сериал                                       |
| 2010         | Nova                                          | Ведущий | Эпизод: "Досье Плутона "                     |
| 2012         | The Inexplicable Universe: Unsolved Mysteries | Каме́о   | Серия лекций из 6 частей «The Great Courses» |
| 2014         | Космос: пространство и время                  | Ведущий | Документальный фильм                         |
| 2015-по н.в. | StarTalk                                      | Ведущий | Сериал                                       |
| 2016         | Food Evolution                                | Диктор  | Документальный фильм                         |
| 2018         | Последний акулий торнадо: как раз вовремя     | Мерлин  | Фильм                                        |
| 2020         | Космос: возможные миры                        | Ведущий | Документальный фильм                         |

### Другие появления
| Год            | Название                                        | Роль                     | Заметки                                                                              |
| -------------- | ----------------------------------------------- | ------------------------ | ------------------------------------------------------------------------------------ |
| 2008           | Звёздные врата: Атлантида                       | Камео                    | Эпизод: «Brain Storm»                                                                |
| - 2010; - 2018 | Теория Большого взрыва                          | Камео                    | 2 эпизода: s4e07 — «The Apology Insufficiency» s12e01 — «The Conjugal Configuration» |
| 2012           | Что скажет Марта                                | Камео                    | Эпизод: «Eyes on the Skies»                                                          |
| 2014           | Гравити Фолз                                    | Пухля                    | Эпизод: «Little Gift Shop of Horrors»                                                |
| 2015           | Бруклин 9-9                                     | Камео                    | Эпизод: «The Swedes»                                                                 |
| 2016           | Гриффины                                        | Камео                    | Эпизод: «Scammed Yankees»                                                            |
| 2016           | Бэтмен против Супермена: На заре справедливости | Камео                    | Супергеройский фильм                                                                 |
| 2016           | Лазерная команда                                | Камео                    | Комедия                                                                              |
| 2016           | Ледниковый период 5: Столкновение неизбежно     | Neil deBuck Weasel       | Мультфильм                                                                           |
| 2016           | Образцовый самец 2                              | Камео                    | Комедия                                                                              |
| 2016           | Конь БоДжек                                     | Рассказчик из планетария | Эпизод: «That’s Too Much, Man!»                                                      |
| 2016           | 100 шагов: Успеть до старших классов            | Камео                    | Эпизод: «Meet Your Idol Thing!»                                                      |
| 2016           | Future-Worm!                                    | Камео                    | Эпизод: «Long Live Captain Cakerz!»                                                  |
| 2016           | The Jim Gaffigan Show                           | Камео                    | Эпизод: «Jim at the Museum»                                                          |
| 2016           | Обычный мультик                                 | Камео                    | Эпизод: «Terror Tales of The Park VI»                                                |
| 2016           | Марс                                            | Камео                    | Мини-сериал                                                                          |
| 2017           | Симпсоны                                        | Камео                    | Эпизод: «Caper Chase»                                                                |
| 2017           | Futurama: Worlds of Tomorrow                    | Камео                    | Мобильная игра                                                                       |
| 2017           | Super Science Friends                           | Камео                    | Эпизод 3                                                                             |
| 2019           | Скуби-Ду и угадай кто?                          | Камео                    |                                                                                      |

## Публикации
До 1993 года Тайсон опубликовал несколько статей в научных журналах, а с 1994 года начал писать и научно-популярные книги.

### Книги
- Нил Деграсс Тайсон, Джон Ричард Готт, Майкл Стросс. Большое космическое путешествие = Welcome to the Universe: An Astrophysical Tour. — СПб.: Питер, 2020. — ISBN 978-5-4461-1520-4.
- Нил Деграсс Тайсон, Дональд Голдсмит. История всего. 14 миллиардов лет космической эволюции = Origins: Fourteen Billion Years of Cosmic Evolution. — СПб.: Питер, 2020. — ISBN 978-5-4461-1576-1.
- Нил Деграсс Тайсон. Астрофизика с космической скоростью, или Великие тайны вселенной для тех, кому некогда = Astrophysics in a hurry. — Москва: АСТ, 2017. — ISBN 978-5-17-982975-1.

В 2021 году книга получила высокие оценки экспертов программы «Всенаука» и попала в число книг, распространяемых бесплатно и легально.
- Space Chronicles: Facing the Ultimate Frontier (2012) ISBN 0-393-08210-5
- Нил Деграсс Тайсон. Секреты Плутона = The Pluto Files: The Rise and Fall of America's Favorite Planet. — New York: W. W. Norton & Company, 2009. — ISBN 0-393-06520-0.
- Нил Деграсс Тайсон. Смерть в чёрной дыре и другие космические трудности = Death By Black Hole, And Other Cosmic Quandaries. — New York: W. W. Norton & Company, 2007. — ISBN 0-393-33016-8.

Антология лучших эссе Тайсона, напечатанных в Журнале естественной истории (англ. Natural History) под заголовком «Вселенная» (англ. Universe).
- Нил Деграсс Тайсон. Небо не предел: Приключения городского астрофизика = The Sky Is Not the Limit: Adventures of an Urban Astrophysicist. — 2-е изд, испр.. — Amherst, NY: Prometheus Books, 2004. — ISBN 978-1-59102-188-9.
- Нил Деграсс Тайсон (Соавтор.). Космические горизонты: астрономия на переднем крае = Cosmic Horizons: Astronomy at the Cutting Edge. — New York: The New Press, 2001. — ISBN 1565846029.
- Нил Деграсс Тайсон, Чарльз Лиу, Роберт Ирион. Одна Вселенная: дома в космосе = One Universe: At Home in the Cosmos. — Washington, DC: Joseph Henry Press of the National Academy of Sciences, 2000. — ISBN 0-309-06488-0.

Книга получила приз «Научная книга 2001 года» Американского института физики.
- Нил Деграсс Тайсон. Небо не предел: Приключения городского астрофизика = The Sky Is Not the Limit: Adventures of an Urban Astrophysicist. — 1-е изд. — New York: Doubleday, 2000. — ISBN 978-1-59102-188-9.
- Нил Деграсс Тайсон, Чарльз Лиу. Онлайн-книга: Одна Вселенная: дома в космосе = One Universe: At Home in the Cosmos — On Line Version. — Washington, DC: Joseph Henry Press of the National Academy of Sciences, 2000. — ISBN 0-309-06488-0.
- Нил Деграсс Тайсон. Настоящее посещение этой планеты = Just Visiting this Planet. — New York: Main Street Books, an imprint of Doubleday, 1998. — ISBN 0-385-48837-8.
- Нил Деграсс Тайсон. Вселенная спустилась на Землю = Universe Down to Earth. — New York: Columbia University Press, 1994. — ISBN 0-231-07560-X.
- Нил Деграсс Тайсон. Путешествие Мерлина по Вселенной = Merlin’s Tour of the Universe. — New York: Columbia University Press, 1989. — ISBN 0-385-48835-1.

### Избранные статьи
- «Периметр невежества», англ. Perimeter of Ignorance, журнал Natural History, ноябрь 2005 года[48].
- «Ужас, ужас», англ. The Horror, The Horror. После трагедии 11 сентября 2001 года в Нью-Йорке, Тайсон, проживавший неподалёку от места событий и будучи очевидцем, опубликовал это открытое письмо с описанием увиденного.[49]
- «Святые войны», англ. Holy Wars, журнал Natural History, октябрь 1999 года[50]
- «В начале», англ. In the Beginning, журнал Natural History, сентябрь 2003 года[51]